# Der scharlachrote Buchstabe (1926)
Der scharlachrote Buchstabe (Originaltitel: The Scarlet Letter) ist ein US-amerikanisches Stummfilmdrama von Victor Sjöström aus dem Jahre 1926 mit Lillian Gish in der Hauptrolle der Hester Prynne. An ihrer Seite spielt Schwedens Filmexport Lars Hanson den innerlich zerrissenen Pfarrer und Liebhaber Hesters. Die Geschichte basiert auf dem Roman Der scharlachrote Buchstabe (1850) von Nathaniel Hawthorne.

## Handlung
In einer strenggläubigen Siedlung in Neuengland (heutiges Boston im Nordosten der Vereinigten Staaten) gegen Ende des 17. Jahrhunderts, zur Zeit des Puritanismus. Die Näherin Hester Prynne wird nach einem tendenziösen Prozess dazu verurteilt, den Buchstaben „A“ – das Signum für „Adultery“ (Ehebruch) –  gleich einem Brandmal auf ihrer Brust zu tragen, um vor der Welt zu bekunden, dass sie (nach landläufigen Moralvorstellungen) gesündigt habe, da sie trotz öffentlicher Anprangerungen sich weigert, den Vater ihres illegitimen Kindes – ihr Gatte Roger Chillingworth gilt als auf hoher See verschollen – zu verraten. Trotz dieser bewussten Demütigung und anschließender gesellschaftlicher Ächtung durch die bigotte Dorfbevölkerung weigert sich Hester, den Namen des Erzeugers ihrer Tochter Pearl – es ist der Dorfpfarrer Arthur Dimmesdale – preiszugeben. Die Dorfgemeinschaft, die Hester mit den Augen von Pharisäern anschaut, richtet sich auch deshalb gegen Hester Prynne, da sie eine zu dieser Zeit ungemein ausgereifte Emanzipation und Selbständigkeit an den Tag legt. Der leibliche Vater Dimmesdale erweist sich als ein schwacher Mensch, der nicht zu Hester hält und ihr nicht aus diesem von ihm mitverschuldeten Dilemma heraushilft. Doch er hält diesen Zwiespalt nicht lange aus und brennt sich als eine Art Selbstkasteiung eines Nachts ebenfalls ein “A” auf seine Brust, um wenigstens eine verborgene Solidarität mit seiner Geliebten zu zeigen.
Eines Tages trifft Roger Chillingworth Prynne nach siebenjähriger Abwesenheit wohlbehalten in der neuenglischen Siedlung ein. Er war bei seiner Anlandung in die Hände von Indianern geraten und in der Folgezeit deren Gefangener gewesen. Roger weiß, dass er nicht der Vater von Pearl sein kann, doch als Arzt mit Prinzipien braut er eine Medizin zusammen, als die Kleine erkrankt. Bald erscheint der aufkommende Konflikt zwischen ihm und dem leiblichen Vater Dimmesdale unvermeidlich. Gezielt versucht Roger Prynne den Pfarrer herauszufordern und mit subtiler psychischer Folter in den Wahnsinn zu treiben. Dimmesdale leidet unter einer mysteriösen Herzschwäche und an der Erkenntnis, sich durch die vorgebliche Unzucht mit einer verheirateten Frau gegenüber seinem Herrgott schwer versündigt zu haben. Hester gelingt es allmählich, durch vorbildliches Verhalten in der Öffentlichkeit den Respekt ihrer Mitmenschen ansatzweise wiederzuerlangen. Doch den scharlachroten Buchstaben, einst als „Brandmal der Schande“ verordnet, wird sie nicht mehr ablegen, sondern mit Stolz weitertragen. Derweil will sich Hesters ungeliebter Gatte an dem heimlichen Liebespaar rächen, doch dieses trägt sich mit Fluchtabsichten. Als beide daran gehindert werden, findet Dimmesdale schließlich den Mut dazu, sich öffentlich zu seiner Beziehung mit Hester und seinem Kind zu bekennen, indem er sein Hemd aufreißt und das „A“ auf seiner Brust für jedermann sichtbar zur Schau trägt. Dann stirbt er, entkräftet von den inneren Zwiespälten, die ihn zuletzt heftig quälten, auf dem Weg zur Kirche.

## Produktionsnotizen
Der scharlachrote Buchstabe entstand im Frühjahr 1926 und wurde am 9. August 1926 uraufgeführt. Amerikanischer Massenstart war am 8. Januar 1927. Die deutsche Erstaufführung fand am 20. Oktober in Berlins Marmorhaus statt. In Österreich lief der Film am 9. Dezember unter dem Titel Der rote Buchstabe an.
Max Rée entwarf die Kostüme, Cedric Gibbons zeichnete für die Ausstattung verantwortlich. Harold S. Bucquet war Regieassistent.
Der Film kostete 417.000 US-Dollars und machte einen Profit von 296.000 Dollar.

## Kritiken
Der Film wurde überwiegend positiv aufgenommen. Nachfolgend sechs Einschätzungen:
Bosley Crowther schrieb in der New York Times: „Miss Gish hat eine starke Neigung zu solchen Rollen, und in diesem Vehikel vermittelt sie eine ausgezeichnete Vorstellung vom Mut einer jungen Frau angesichts von Spott, Verachtung und Geplänkel.“
Paimann’s Filmlisten resümierte: „Das Sujet des Films ist entsprechend seinem Milieu etwas herb und setzt Eingehen auf seine Eigenart voraus, bringt aber eine Reihe starker, ergreifender Szenen, die besonders durch Lilian Gish [sic!] rührendes Spiel sowie Hansson‘s [sic!] große Charakterisierungskunst und edle Haltung an Wirkung gewinnen. Die Regie ist straff und vermeidet jeden Kitsch, unterstützt von der szenenweisen [sic!] an alte Gemälde erinnerten [sic!] wundervollen Photographie.“
Georges Sadoul äußerte sich zu Regisseur Sjöström wie folgt: „In der Verfilmung von Nathaniel Hawthornes The Scarlet Letter (Der scharlachrote Buchstabe) konnte er die verdrängte Sinnlichkeit  der Puritaner gestalten, die er schon in Schweden behandelt hatte“
Jerzy Toeplitz meinte zu Sjöströms „amerikanischer Phase“ in den 1920er Jahren, er habe in Hollywood „einige beachtenswerte, wenn auch nicht hervorragende und etwas im akademischen Stil gehaltene Filme gedreht wie … The scarlet Letter“
Der Movie & Video Guide lobte den Film als eine „ausgezeichnete, schnörkellose Adaption“ des Romans.
Halliwell‘s Film Guide stellte fest, dass diese Romanverfilmung „ziemlich kraftvoll in bester Stummfilmtradition gemacht“ sei.